# Sandy Lyle

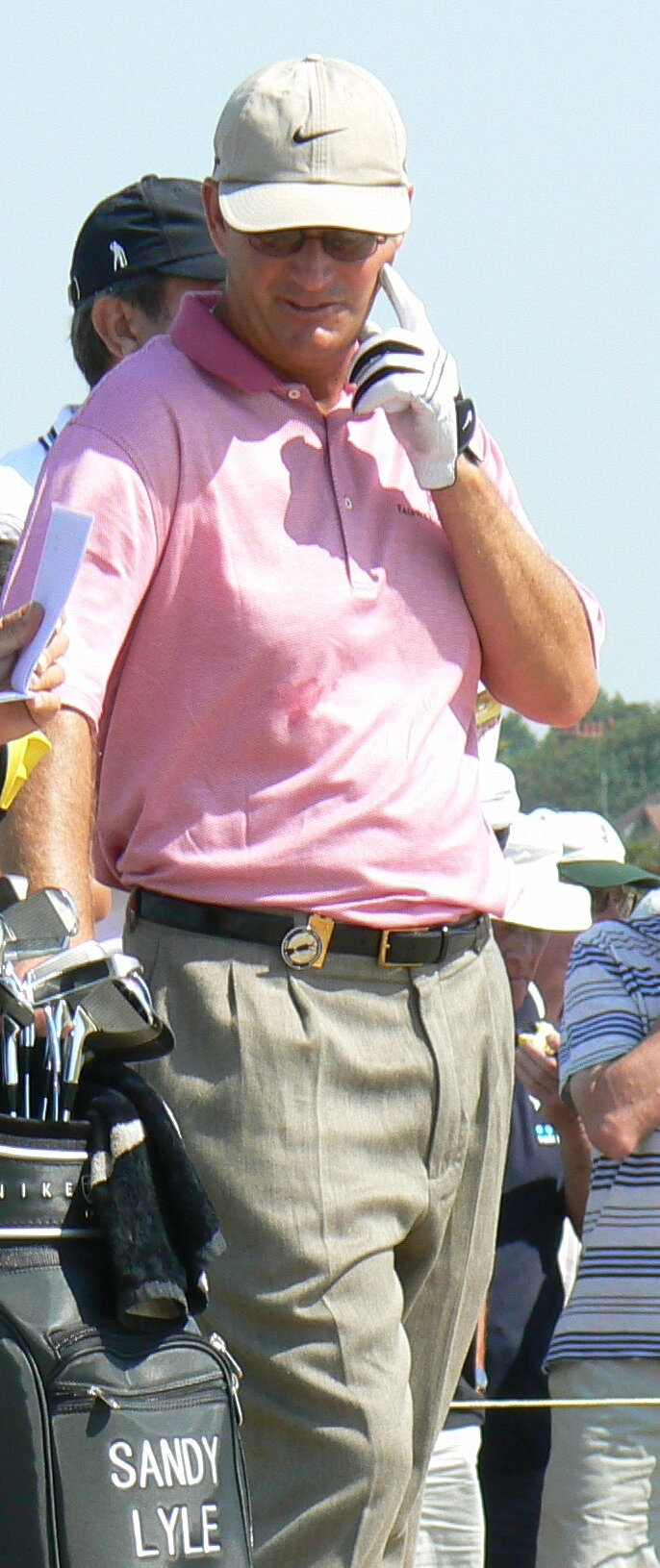
Alexander Walter Barr "Sandy" Lyle.

Alexander Walter Barr "Sandy" Lyle (Shrewsbury, Inglaterra, 9 de febrero de 1958) es un golfista nacido en Inglaterra pero que a lo largo de su carrera profesional representó a Escocia. 

## Victorias en el circuito europeo
- 1979 BA/Avis Open, Scandinavian Enterprise Open, European Open Championship
- 1980 Coral Welsh Classic
- 1981 Paco Rabanne Open de France, Lawrence Batley International
- 1982 Lawrence Batley International
- 1983 Cespa Madrid Open
- 1984 Italian Open, Lancome Trophy
- 1985 Abierto Británico, Benson & Hedges International Open
- 1987 German Masters
- 1988 Dunhill British Masters
- 1991 BMW International Open
- 1992 Lancia Martini Italian Open, Volvo Masters

## Victorias en el circuito PGA
- 1985 (1) Abierto Británico (contaba como victoria para el circuito PGA)
- 1986 (1) Greater Greensboro Open
- 1987 (1) Tournament Players Championship
- 1988 (3) Abierto de Phoenix,  Masters de Augusta, Greater Greensboro Open

## Otras victorias profesionales
- 1978 Abierto de Nigeria
- 1979 Scottish Professional Championship
- 1984 Kapalua Internacional (Hawái), Casio World Open (Japón)
- 1989 Suntory World Match Play Championship

## Resultados enTorneos majors
| Tournament           | 1974 | 1975 | 1976 | 1977 | 1978 | 1979 |
| -------------------- | ---- | ---- | ---- | ---- | ---- | ---- |
| Masters de Augusta   | DNP  | DNP  | DNP  | DNP  | DNP  | DNP  |
| U.S. Open            | DNP  | DNP  | DNP  | DNP  | DNP  | DNP  |
| Abierto Británico    | CUT  | DNP  | DNP  | CUT  | CUT  | T19  |
| Campeonato de la PGA | DNP  | DNP  | DNP  | DNP  | DNP  | DNP  |

| Torneo               | 1980 | 1981 | 1982 | 1983 | 1984 | 1985 | 1986 | 1987 | 1988 | 1989 |
| -------------------- | ---- | ---- | ---- | ---- | ---- | ---- | ---- | ---- | ---- | ---- |
| Masters de Augusta   | 48   | T28  | DNP  | CUT  | DNP  | T25  | T11  | T17  | 1    | CUT  |
| U.S. Open            | CUT  | CUT  | DNP  | DNP  | DNP  | DNP  | T45  | T36  | T25  | CUT  |
| Abierto Británico    | T12  | T14  | T8   | CUT  | T14  | 1    | T30  | T17  | T7   | T46  |
| Campeonato de la PGA | DNP  | CUT  | DNP  | DNP  | DNP  | DNP  | DNP  | DNP  | DNP  | DNP  |

| Torneo               | 1990 | 1991 | 1992 | 1993 | 1994 | 1995 | 1996 | 1997 | 1998 | 1999 |
| -------------------- | ---- | ---- | ---- | ---- | ---- | ---- | ---- | ---- | ---- | ---- |
| Masters de Augusta   | CUT  | CUT  | T37  | T21  | T38  | CUT  | CUT  | T34  | CUT  | T48  |
| U.S. Open            | CUT  | T16  | T51  | T52  | DNP  | DNP  | DNP  | DNP  | DNP  | DNP  |
| Abierto Británico    | T16  | DQ   | T12  | CUT  | 74   | T79  | T56  | CUT  | T19  | CUT  |
| Campeonato de la PGA | DNP  | T16  | CUT  | T56  | T73  | T39  | DNP  | DNP  | DNP  | DNP  |

| Torneo               | 2000 | 2001 | 2002 | 2003 | 2004 | 2005 | 2006 |
| -------------------- | ---- | ---- | ---- | ---- | ---- | ---- | ---- |
| Masters de Augusta   | CUT  | CUT  | CUT  | CUT  | T37  | CUT  | CUT  |
| U.S. Open            | DNP  | DNP  | DNP  | DNP  | DNP  | DNP  | DNP  |
| Abierto Británico    | CUT  | T69  | T76  | CUT  | 73   | T32  | CUT  |
| Campeonato de la PGA | DNP  | DNP  | DNP  | DNP  | DNP  | DNP  | DNP  |

DNP = No jugó
CUT = No pasó el corte
DQ = Descalificado
"T" indica puesto compartido
El fondo verde indica victoria. El fondo amarillo indica puesto en el top 10.